# Echilleuses
Echilleuses – miejscowość i gmina we Francji, w Regionie Centralnym, w departamencie Loiret.
Według danych na rok 1990 gminę zamieszkiwały 272 osoby, a gęstość zaludnienia wynosiła 22 osoby/km² (wśród 1842 gmin Regionu Centralnego Echilleuses plasuje się na 869. miejscu pod względem liczby ludności, natomiast pod względem powierzchni na miejscu 1024.).